# 고리국 (마한)
고리국(古離國)은 고대 한반도에 존재했던 국가로 마한의 54소국 중의 하나이다. 경기도 양평군과 여주군으로 추정하는데, 정확한 위치는 알 수 없다. 3세기경 백제에 흡수되었다. 이병도는 진접읍 일대의 고구려대 지명인 골의노현(骨衣奴縣) 중 "골의"가 "고리"와 발음이 유사함과 광개토대왕릉비의 정벌한 백제의 성 목록에 아단성 다음에 위치한 점을 들어 고리국을 현 구리시 지역으로 비정하였다.

## 같이 보기
- 고리국